# Vestskoven
Vestskoven er et kunstigt anlagt skovområde på ca. 13 km² vest for København, primært beliggende i Albertslund Kommune. Anlæggelsen af skoven blev påbegyndt i 1967, og hovedformålet med etableringen af Vestskoven var at skabe et rekreativt område for de hastigt voksende byområder på Københavns vestegn. Skoven strækker sig over 4 kommuner: Albertslund, Høje Tåstrup, Glostrup og Ballerup. Skoven omgiver de to landsbyer Risby og Herstedøster, begge i Albertslund Kommune.
Skoven er anlagt som et varieret landskab med åben skov, store sletter, kunstige bakkelandskaber samt høje, søer, stier og veje. Det meste af skoven er egeskov, men der er også områder med bøg, ask, birk, ahorn, løn, el, lind poppel, lærk, gran og fyr. Af større dyr forekommer rådyr, ræv og grævling. Jordbunden er meget lerholdig og næringsrig, og området har været dyrket siden bondestenalderen og lige indtil skovens anlæggelse. Fordi jorden har været dyrket så længe, er det sparsomt med forhistoriske fund.
Vestskoven har i mange år været et samlingspunkt for mange unge, hvor der bl.a. er blevet spillet fodbold, hold aften arrangementer og kørt mountain bike. Det succesfulde 7-mands fodboldhold, FC Westwood, har såvel lavet en tribute til Vestskoven, da det var et fast mødested i de unge drenges opvækst. 
Vestskoven er i dag et stort rekreativt naturområde med bålpladser, Naturcenter Herstedhøje, en naturskole, en vikingelandsby og Ole Rømer museet som blev anlagt efter at man i 1978 fandt resterne af Ole Rømers landobservatorium. Skoven er også hjemsted for Herstedhøje, Oxbjerget og Hvissingestenen. En mindre del af græsstepperne afgræsses af Skotsk Højlandskvæg.

## Historie
Ideen til Vestskoven går tilbage til 1920'erne, og i Den Grønne Betænkning fra 1936 blev skovplantning på Vestegnen fremhævet som vigtigt for at styrke de rekreative kvaliteter. Landbrugskrise og siden 2. verdenskrig kom i vejen for finansieringen. I Fingerplanen fra 1947 blev nødvendigheden af skovrejsning på Vestegnen atter fremført. I 1964 enedes et embedsmandsudvalg om at publicere en foreløbig skitse til en ny skov der kunne adskille de hastigt voksende byområder i Roskildefingeren og Frederikssundfingeren. Skitsen inspirerede Albertslund Kommune til på eget initiativ at plante begyndelsen til Vestskoven langs Store Vejleådalen. Den lokale statskovrider E. Laumann Jørgensen var i 1964-66 meget aktiv i forberedelsen af en beslutning og forhandlede personligt med en række landmænd i området om eventuelle opkøb. Albertslund Kommune (daværende Herstedernes Kommune) hjalp til at fremme landmændenes salgsvillighed ved at forhøje grundskylden. I 1966 blev der forberedt en endelig beslutning, delvis hjulpet af dagbladet Politikens "Lad os plante et træ"-kampagne. Folketingets Finansudvalg bevilgede den 30. marts 1967 66 mio. kr. til opkøb af jord og anlæg af skoven. Politikens indsamling gik til anlæg af det lille arboret "Mønterne".

## Rollespil
Vestskoven er hjemsted for rollespilsforeningen Tempus Vivo, tidligere Semper Ardens. Der er blevet spillet rollespil i Vestskoven siden 1996, og Vestskoven var et af de steder hvor dansk LARP (Live Action RolePlaying), tog sine første skridt til at blive en landsdækkende hobby. Der spilles stadig rollespil i Vestskoven den anden søndag i hver måned.